# Japan Airlines
A Japan Airlines Corporation (japánul "株式会社日本航空"), vagy röviden JAL, Japán nemzeti légitársasága és Ázsia egyik legnagyobb légi fuvarozója. Két vállalat működik a JAL név alatt: a Japan Airlines International (japánul "日本航空インターナショナル") és a Japan Airlines Domestic (japánul "日本航空ジャパン"), az előbbi főleg a nemzetközi, az utóbbi a belföldi járatokat üzemelteti.
Székhelye Tokió Sinagava kerületében található. Legfőbb bázisrepülőterei a tokiói Narita nemzetközi repülőtér (成田国際空港 Narita kokusai kuko) és Haneda nemzetközi repülőtér (羽田空港 Haneda kuko) valamint az ószakai Kanszai nemzetközi repülőtér (関西国際空港 Kansai kokusai kuko) és Ószaka nemzetközi repülőtér (大阪国際空港 Osaka kokusai kuko). A légitársaság és mindhárom leányvállalata (J-Air, JAL Expressz és a Japan Transocean Air) tagja a Oneworld légi szövetségnek (Oneworld airline alliance).
A JAL cégcsoportban a JAL felelős a nemzetközi és belföldi járatokért; a JAL Expressz a nemzetközi és belföldi fapados útvonalakért; a JAL Cargo a csomag és levélszállításért; a J-Air, Japán légi ingázó (Japan Air Commuter), Japán transzatlanti légitársaság (Japan Transocean Air) és a Ryukyu légi ingázó (Ryukyu Air Commuter) belföldi ingajáratai biztosítanak továbbutazási lehetőséget a kisebb repülőterektől a nagyobbak felé. Személy és áruszállítás tekintetében világszerte 35 országban 220 célállomással rendelkeznek és fenntartanak helymegosztási megállapodást számos légitársasággal is. A flottát 279 repülőgép alkotja. 2009-ben összesen 52 millió utast és több mint 1,1 millió tonna árut szállítottak.
A JAL-t 1951-ben alapították és 1953-ra vált Japán nemzeti légitársaságává. Végül több mint 30 évnyi működés és terjeszkedés után 1987-ben teljesen privatizálták. 2002-ben összeolvadt a JAS-szel (Japan Air System) Japán harmadik legnagyobb légitársaságával és így vált a világ hatodik legnagyobb utas kiszolgálójává. Jelenleg hivatalos szponzora a Japán Labdarúgó Szövetségnek (Japan Football Association), a Japán Nemzeti Labdarúgó csapatnak (Japan national football team), valamint a Shimizu S-Pulse és Consadole Sapporo foci kluboknak is. A cég legnagyobb riválisa, Japán legnagyobb légitársasága az All Nippon Airways (ANA).

## Története

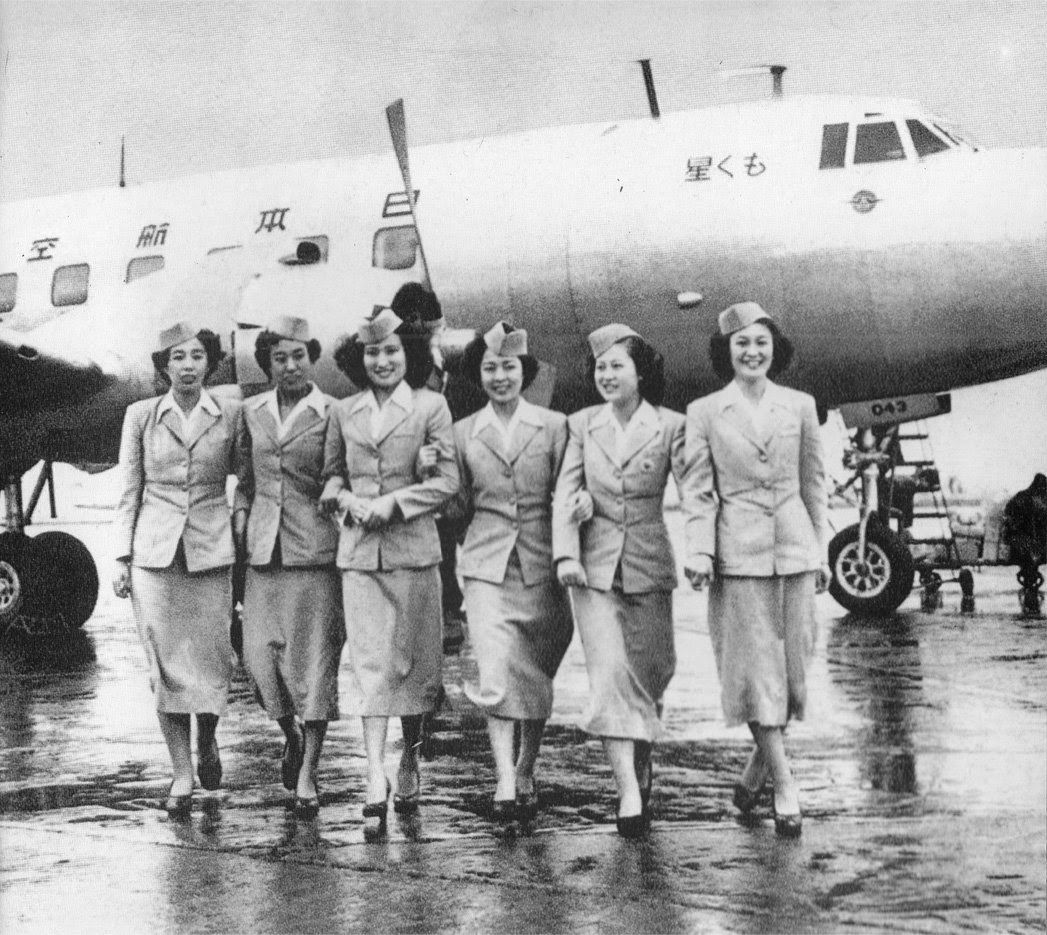
Japan Airlines Martin 2-0-2 Mokuszei (もく星) 1951. október 25.

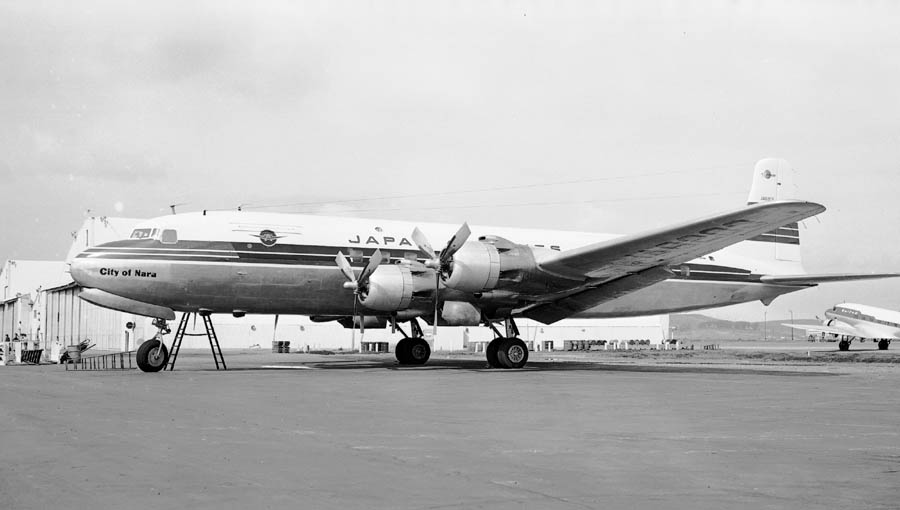
A Japan Airlines Douglas DC-6A típusú gépe (San Francisco nemzetközi repülőtér, 1957. márciusa)

A Japan Air Lines Co., Ltd. légitársaságot 1951. augusztus 1-jén alapította a japán kormányzat, miután felismerte, hogy a gazdasági növekedés egyik feltétele egy megbízható légi közlekedési rendszer. A társaságot 100 millió jen tőkével indították el, igazgatóságát a tokiói Csúó negyedbe helyezték. Augusztus 27-e és 29-e között a társaság első járatait a Philippine Airlinestól bérelt Douglas DC–3-assal üzemeltette. Október 25-én felszállt Japán első háború utáni belföldi járata, egy Martin 2-0-2-es repülőgép. Alapításának második évfordulóján a Japán országgyűlés elfogadta a Japan Air Lines Company törvényt, létrehozva ezzel az új, állami tulajdonú Japan Air Linest, az előző cég törvényes utódát, október 1-jei hatállyal. 1954. február 2-án elindult az első nemzetközi járat 18 utassal a fedélzetén Tokió és San Francisco között. A utat a City of Tokyo nevet viselő Douglas DC–6-os teljesítette; San Francisco elérése előtt megállt a Wake-szigeten és Honoluluban. Mind a mai napig a Tokió–San Francisco járat a Japan Airlines 1-es és 2-es számú járata az első nemzetközi légi összeköttetés emlékére. A DC–3, DC–6 és Martin 2-0-2 típusok mellett az 1950-es években a Japan Air Lines Douglas DC–4-es és Douglas DC–7-es repülőgépekkel is rendelkezett.

### Sugárhajtásúak kora

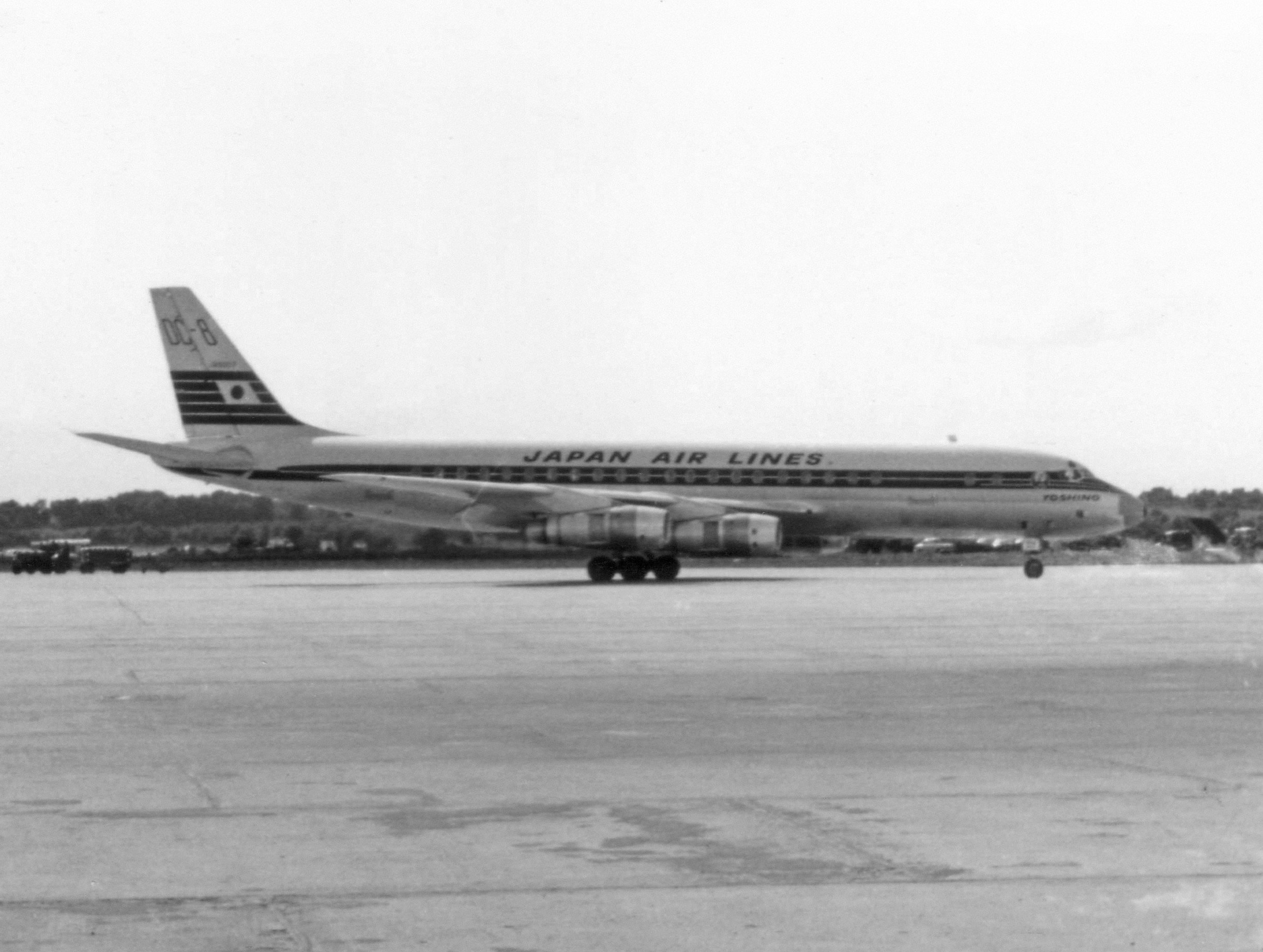
A JAL első sugárhajtású Douglas DC-8-as gépe, (1960)

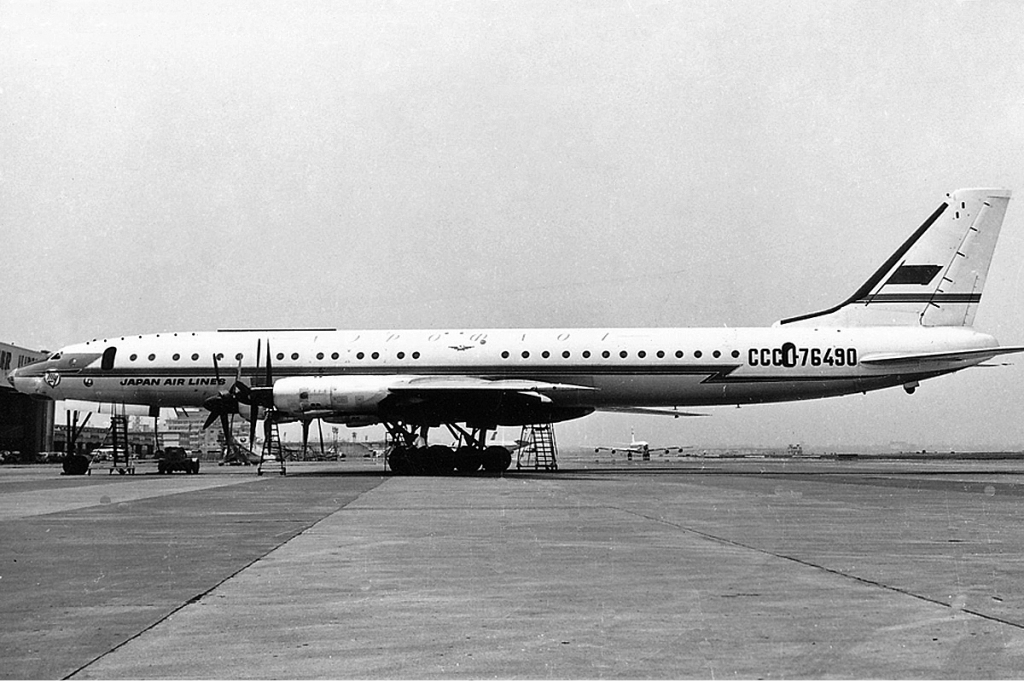
Tupoljev Tu-114, Moszkva-Tokió között ingázó járat

1960-ban a JAL megvásárolta első sugárhajtású Douglas DC-8, Fujinak keresztelt gépét, melyet a Tokió – Hawaii – San Francisco vonalon állított üzembe. A flottát később 51 db DC-8-as alkotta, melyekből az utolsó 1987-ben került nyugdíjazásba. A Fuji egészen 1974-ig repült, majd karbantartási- képzési mintának használták 1989-ig. Az orr részét egy ideig a Haneda nemzetközi repülőtér tárolta, végül 2014-ben a JAL Égi Múzeum kiállítási darabja lett.
Szintén 1960-ban sugárhajtásúak jártak a Hongkong - Seattle vonalakon és 1961 végére a transzpoláris járatok is megjelentek Seattle, Koppenhága, London és Párizs célállomásokkal Alaszkán keresztül, majd San Francisco és Los Angeles felé Hawaii-on át.
Az 1960-as években újabb nagyvárosok, mint Moszkva, New York és Puszan váltak úti céllá és Indián keresztül Európába is indultak (kezdetben) Convair 880-as gépek.
1965-re a központot áthelyezték a Tokió épületbe, Tokió Csijoda kerületébe. Ekkorra a JAL bevételének a felét az Amerikába tartó csendes-óceáni járatok adták. 1967 és 1969 között megállapodás született az Aeroflot-tal egy közös Moszkva–Tokió járatról, melyen szovjet Tupoljev Tu-114 típusú repülők ingáztak hetente a két nagyváros között. Moszkváig az út 10 óra 35 perces, vissza pedig 11 óra 25 perces volt. A legénység fele arányban volt japán és szovjet.
A civil légiközlekedési megállapodás értelmében, melyet Kínával kötöttek 1974-ben, a Tajvan–Japán útvonal felfüggesztésre került és csak a Japan Asia Airways 1975-ös megalapítása után állt helyre. Az 1970-es években új géptípusokat vásároltak, mint a Boeing 727, Boeing 747 és a McDonnel Douglas DC-10 a megnövekedett utasforgalom kiszolgálása érdekében.
Az 1980-as években különleges gépeket biztosítottak Akihito császárnak és Micsiko császárnénak, II. János Pál pápának és a japán miniszterelnöknek, majd később Boeing 747-400-as gépeket alakítottak át kormányzati repülőgépekké, hogy megfeleljenek a japán politikai személyek igényeinek.
1978-ban Sao Paolo és Rio de Janeiro is felkerült a célállomások közé.

### Állami szabályozások megszüntetése
1987-ben a Japan Airlines teljes egészében privatizálva lett és a belföldi, valamint a nemzetközi járatok szintjén két nagy vetélytársa az ANA és a JAS lett. A versengés nyomán módosult a légitársaság vállalati struktúrája és kialakult a mai hármas felosztás: a nemzetközi és belföldi személyszállítás, valamint az áru- és levélszállítás.
1996 szeptemberében a Walt Disney-vel kötött szerződés értelmében a JAL lett a tokiói Disneyland hivatalos légitársasága, majd egy évvel később megalakult a JAL Expressz, ahol elsőként repültek Boeing 737-es gépek. Az 1990-es években a begyűrűzött amerikai és brit gazdasági válság miatt a JAL is súlyos anyagi gondokkal küszködött, melynek a visszaeső belföldi utasforgalom sem tett jót. A cég egészen 1992-ig folyamatos veszteséget könyvelhetett el magának. Költségcsökkentéssel, a JAL Expressz fapados légitársasággá alakításával és az országba érkező turisták számának növekedésével hét év után először ismét nyereséggel zárhatták az évet. Azon 8 társaság közé tartozott, akik (a flotta fejlesztése érdekében) először rendeltek Boeing 777-es nagy hatótávolságú gépeket.

### JAS egyesülés

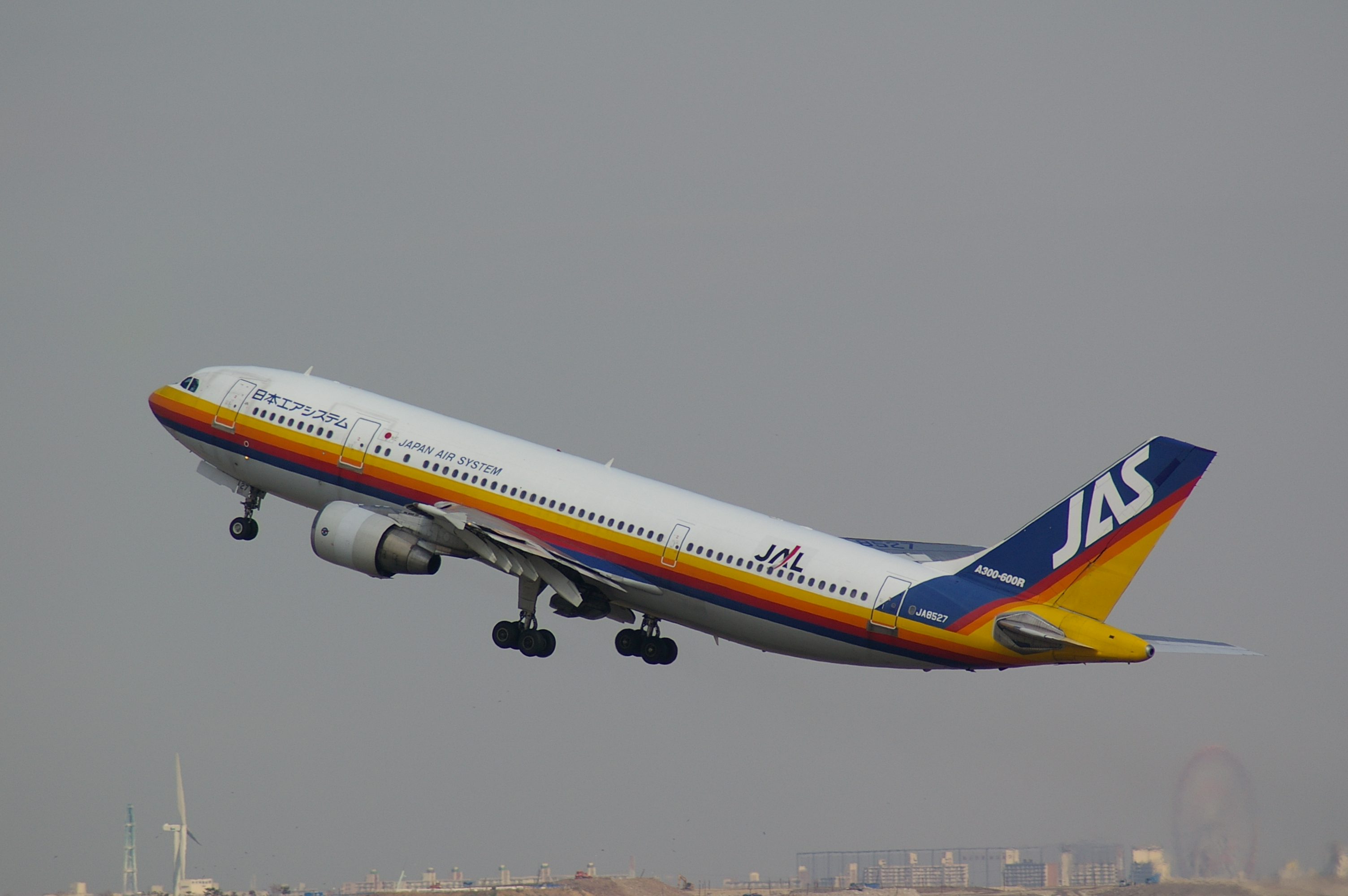
A Japan Air System (JAS) egy Airbus A300-600R gépe. Megfigyelhető a pici JAL logó a géptörzsön

2001-ben a Japan Air System és a JAL megállapodtak az egyesülésről, így 2002. Október 2-án megalapították közös holding társaságukat a Japan Air System-et (日本航空システム Nihon koku siszutemu). Ezzel párhuzamosan a gépek festését is megváltoztatták. Akkoriban a szállított utasok tekintetében a Japan Air System volt a hatodik legnagyobb a világon.
2004-ben a JAL új neve Japan Airlines International (Nemzetközi Japán Légitársaság), a JAS neve pedig Japan Airlines Domestic (Belföldi Japán Légitársaság) lett. A JAS járatszámokat JAL járatszámokra váltották, valamint a check-in pultokat és a gépek festéseit is a JAL egyen színeire váltották. 2004. június 26-án az anyacéget (Japan Air System) átnevezték Japan Airlines Corporation-re.
Az egyesülést követően két cég működött a JAL név alatt: Japan Airlines International (日本航空インターナショナル Nihon koku intaanasonaru) és Japan Airlines Domestic (日本航空ジャパン Nihon koukuu Japan). Az előbbi felelt a nemzetközi és főbb belföldi járatokért, míg az utóbbi továbbra is a belföldi járatokat működtette. 2006-ban a két társaság egybeolvadt és a továbbiakban egyként, Japan Airlines International néven futott tovább.
2005-ben tagsági kérelmet nyújtott be a Oneworld-höz. A JAL állítása szerint e csatlakozás mindkét fél érdekeit szolgálná és elősegítené a cég jövőbeli fejlesztéseit, valamint elkötelezettségét, hogy utasainak csakis a legjobb szolgáltatást biztosítsa. 2007. április 1-jén a Malévvel és a Royal Jordanian-nel együtt felvételt nyert a szövetségbe.
A JAL 2008-ban magába olvasztotta egyik leányvállalatát, a JAA-t (Japan Asia Airways), mely Tajvan különleges politikai státusza miatt addig önálló egységként működött a JAL csoporton belül.

### Szerkezetátalakítás

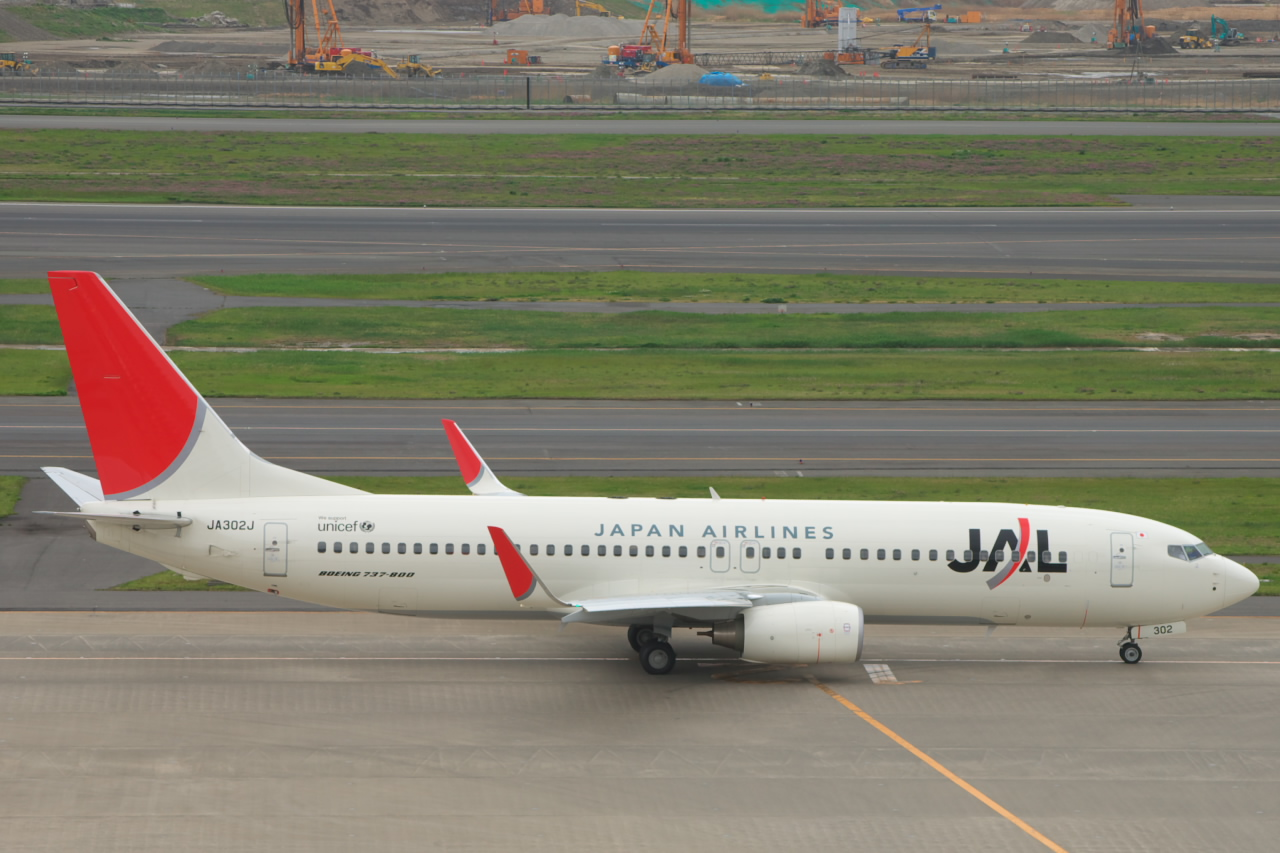
A JAL egy Boeing 737–800-as rövid hatótávolságú gépe

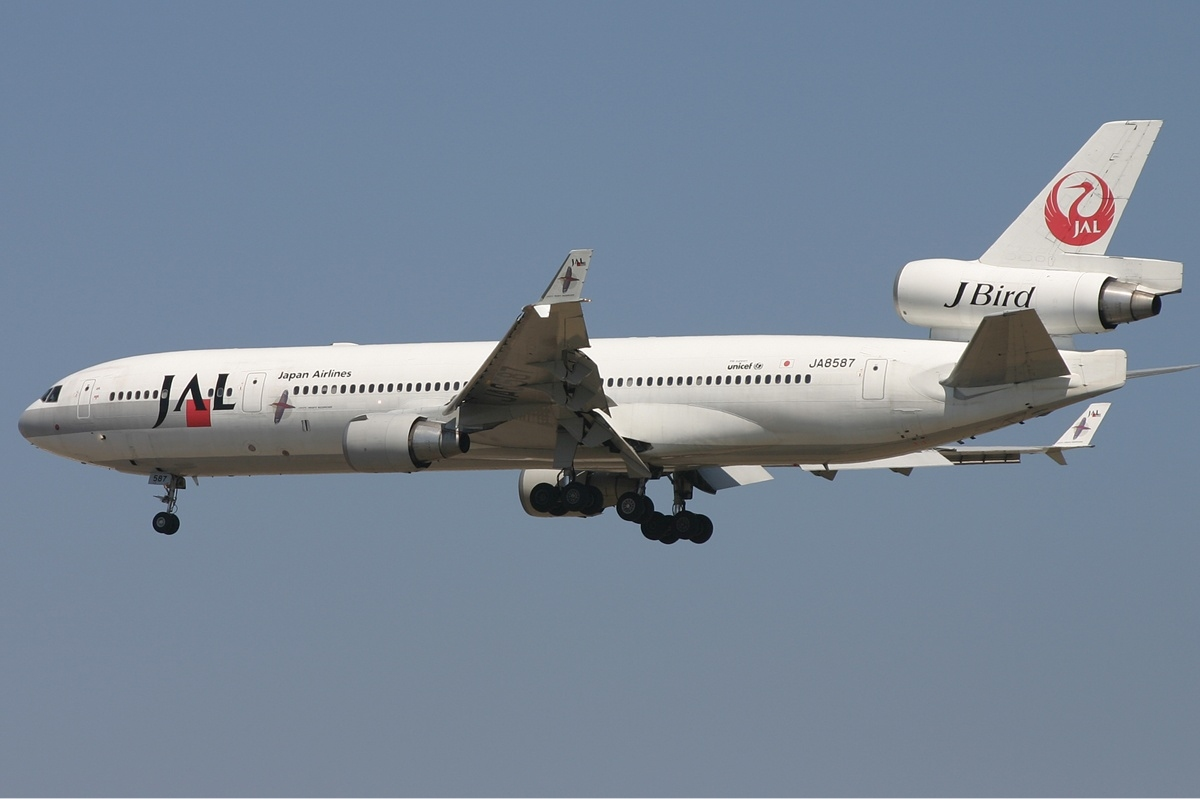
A Japan Airlines McDonnell Douglas MD-11 típusú gépe

Annak ellenére, hogy 2009-ben jövedelem szerinti rangsor alapján Ázsia első számú légitársasága volt, a JAL hatalmas veszteségeket szenvedett. A kiadások csökkentése érdekében létszám- és járat leépítéseket eszközöltek, valamint egy 100 milliárd jenes hitelkeretet igényeltek a kormánytól. Japán Föld-, Infrastrukturális-, Közlekedési- és Idegenforgalmi minisztériuma egy kisebb csoportot hozott létre, hogy segítse a vállalatot stratégiai partnerekkel való kapcsolatok kiépítésében, költségcsökkentésben egy esetleges csőd elkerülése végett.
Egy lehetőségként felmerült, hogy összevonják a JAL-t az ANA-el (All Nippon Airways), így kapva egy nagy nemzeti légitársaságot. A médiában ezt erősen ellenezték, mivel úgy vélték, hogy az ANA így különálló vállalatként pénzügyileg sokkal stabilabb. A munkacsoport még egy külföldi légitársasággal való szövetkezést is fontolóra vett.
Több hetes spekuláció után a JAL a védelmi testület rehabilitációs törvényét felhasználva 300 milliárd jent injektáltak a vállalatba, valamint az addigi 730 milliárd jenes tartozásukat is elengedték. Cserébe, hogy minden tartozásukat nullázták, a JAL minden nem jövedelmező útvonalát megszünteti, dolgozóinak számát 15 700 alkalmazottal csökkenti. A JAL főbb hitelezői: Mizuho Corporate Bank (A Mizuho pénzügyi csoport tagja), Tokió- Mitsubishi Bank (Mitsubishi UFJ pénzügyi csoport egyik leányvállalata) és a Sumitomo Mitsui Bankcsoport. Eredetileg csődeljárást akartak kezdeményezni, de megváltoztatták álláspontjukat és 2010. február 20-án a JAL addigi tartozásait törölték.

## Balesetek
- A Japan Airlines 123-as járatának katasztrófája: 1985. augusztus 12-én a Tokióból Oszakába tartó Boeing 747-es felszállás után 12 perccel a pilóták robbanásszerű hangot hallottak és gép irányíthatatlanná vált. A pilóták fél órán át küzdöttek az irányításért, de a fel-le hintázó gép végül egy hegyoldalnak csapódott. A vizsgálatok után kiderült, hogy a 11 éve szolgálatban álló gép farokrésze 7 évvel korábban már megsérült, amikor egy leszállás közben a betonba ütközött. A javítást a Boeing végezte el, de a nyomástartó lemezt nem az előírásoknak megfelelően rögzítették. A hiányosság az egymást követő ellenőrzések során sem lett orvosolva. A minden egyes le- és felszálláskor fellépő nyomáskülönbség egyre jobban feszítette a gyenge illesztékeket, amelyek előbb megrepedtek, majd a végzetes napon az egész hátsó nyomástartó fal kiszakadt. Ugyanekkor robbanásszerűen levált a bal oldali hátsó vezérsík is. Megsérült a hidraulikus vezetékrendszer is, a gép végképp irányíthatatlanná vált. A katasztrófában 520 ember vesztette életét és csak 4 élte túl. Ez volt a repülés történelmének egyik legtöbb áldozattal járó balesete.

## Fordítás
- Ez a szócikk részben vagy egészben  a   Japan Airlines című angol Wikipédia-szócikk ezen változatának fordításán alapul.  Az eredeti cikk szerkesztőit annak laptörténete sorolja fel. Ez a jelzés csupán a megfogalmazás eredetét és a szerzői jogokat jelzi, nem szolgál a cikkben szereplő információk forrásmegjelöléseként.